# Kerk aan de Haven
De Kerk aan de Haven is de hervormde kerk van Waalwijk. Ze is gelegen aan de Grotestraat 121.

## Geschiedenis
Oorspronkelijk was dit de katholieke kerk van Waalwijk. Er gaat een ouder kerkje aan vooraf, waarvan in 1309 werd vermeld dat het een speciaal Maria-altaar bezat. Het patronaatsrecht was in handen van de Norbertijnen. Omstreeks 1450 was dit gebouw echter te klein geworden. Mogelijk had het ook schade opgelopen tijdens de Sint-Elisabethsvloed van 1421.
De bouw van de nieuwe kerk, in laatgotische stijl, duurde tot 1520. In 1580 raakte de kerk echter zwaar beschadigd door oorlogshandelingen tijdens de Tachtigjarige Oorlog. Onder leiding van Jan van Leefdael werd de kerk in 1617 hersteld. De toren en de doopkapel werden niet herbouwd; deze lagen namelijk sinds 1388 op het grondgebied van Besoyen, dat tot Gewest Holland behoorde, en dat was protestants geworden. Wel werd een bescheiden vieringtoren gebouwd met bolvormige spits, en ook werden een aantal smeedijzeren kruizen op de dakuiteinden en op de vieringtoren aangebracht. Een witte streep op het plein voor de kerk geeft de oude grens tussen Holland en Brabant nog aan.
In 1648 werd de kerk in beslag genomen door de Hervormden. In 1822 kwam er een nieuw orgel, gebouwd door Cornelis van Oeckelen. In 1939 werd het gebouw gerestaureerd. Een volgende restauratie kwam gereed in 2008. Achter de kerk lag de oorspronkelijke haven, die vanaf de rijksweg 59 gedempt is.

## Gebouw
Het gebouw is een laatgotische bakstenen kruiskerk met vieringtoren. De steunberen zijn versierd met pinakels. Aan de buitenzijde van het koor zijn tekens aangebracht met zwart geglazuurde bakstenen, welke onder meer duiden op het gemeenschappelijk gebruik van de kerk door de geestelijke en wereldlijke macht.
Er zijn grafstenen aanwezig van Diederik van Nuyssenberg (1558-1626), heer van Zuidewijn en zijn vrouw Margaretha Steydelin. Ook is er een grafsteen uit 1544 van Herman Coenen, Norbertijn en pastoor van Waalwijk. Voorts bezit de kerk een houten preekstoel uit 1658, afkomstig uit de tijdens de Tweede Wereldoorlog verwoeste kerk van Schore. Het Van Oeckelen-orgel stamt uit 1822. Voorts is er een houten tien-geboden-bord en een onze-vader-bord, beide kort na 1652 en in sierlijk handschrift, en een predikantenbord uit 2007. In de vieringtoren hangt een klok uit 1694. Deze toren werd in 1944 nog door de Schotse bevrijders als uitkijkpost gebruikt. Een aantal van hen heeft hun naam in het hout gekrast.